# コスタ・マリーナ
コスタ・マリーナ（Costa Marina）は、クルーズ客船の1つ。1969年にフィンランドのトゥルクにあるバルチラの造船所で建造され、アクセル・ジョンソン（Axel Johnson）として運行していた。1986年にはリージェント・クルーズに売却され、リージェント・サンと船名を改め、それまでコンテナ船だった船をクルーズ客船へ改装した。しかし、リージェント・クルーズはわずか1年で船を手放し、所有者はコスタ・クルーズとなる。コスタ・クルーズでは、当初イタリアとして運営されていたが、1988年にコスタ・マリーナと改名されている。
本船は、コスタ・クルーズ時代が最も知られているが、2011年11月に韓国初のクルーズ会社となるハーモニー・クルーズに売却される。同社は、当初ハーモニー・プリンセスと発表していたが、後にクラブ・ハーモニーとすることが決定されていたが、2014年に引退し、インドで解体された。